# فانک (نبراسکا)
فانک(به انگلیسی: Funk) شهری در ایالت نبراسکا کشور ایالات متحده آمریکا است که جمعیت آن در سرشماری سال ۲۰۱۰ میلادی، ۱۹۴ نفر بوده‌است.